# Dunmore (ort i Irland)
Dunmore (iriska: Dún Mór) är en ort i republiken Irland.   Den ligger i grevskapet County Galway och provinsen Connacht, i den centrala delen av landet, 170 km väster om huvudstaden Dublin. Dunmore ligger 63 meter över havet och antalet invånare är 577.
Terrängen runt Dunmore är platt. Runt Dunmore är det glesbefolkat, med 18 invånare per kvadratkilometer. Närmaste större samhälle är Tuam, 13,5 km sydväst om Dunmore. Trakten runt Dunmore består i huvudsak av gräsmarker.